# Wassel
Wassel è una frazione (Stadtteil) della città di Sehnde, nel land della Bassa Sassonia, in Germania.

## Storia
Già comune autonomo nel circondario di Hannover, fu soppresso e incorporato a Sehnde il 1º marzo 1974.